# Torneo Nacional de Clubes 2017 (Chile)
El Torneo Nacional de Clubes de 2017 fue la 70° edición del torneo de rugby de primera división de Chile.

## Sistema de disputa
Cada equipo disputó encuentros frente a cada uno a una sola ronda, totalizando 13 partidos cada uno.
Finalizada la fase regular los cuatro primeros equipos clasificaron a semifinales.
El equipo que al finalizar en la octava y novena posición disputaron un repechaje para determinar el último clasificado para la próxima temporada.
Los equipos ubicados entre el 10° y 14° puesto descendieron directamente al Súper 8 2018.
Puntuación
Para ordenar a los equipos en la tabla de posiciones se los puntuará según los resultados obtenidos.
- 4 puntos por victoria.
- 2 puntos por empate.
- 0 puntos por derrota.
- 1 punto bonus por ganar haciendo 3 o más tries que el rival.
- 1 punto bonus por perder por siete o menos puntos de diferencia.

## Clasificación
| Pos. | Equipo               | Encuentros | Encuentros | Encuentros | Encuentros | Tantos | Tantos | Tantos | PB | PB | Puntos |
| Pos. | Equipo               | PJ         | PG         | PE         | PP         | F      | C      | Dif    | BO | BD | Puntos |
| ---- | -------------------- | ---------- | ---------- | ---------- | ---------- | ------ | ------ | ------ | -- | -- | ------ |
| 1.º  | Old Boys             | 13         | 12         | 0          | 1          | 403    | 176    | +227   | 6  | 1  | 55     |
| 2.º  | COBS                 | 13         | 10         | 0          | 3          | 480    | 184    | +296   | 8  | 3  | 51     |
| 3.º  | Old Macks            | 13         | 10         | 0          | 3          | 377    | 216    | +161   | 5  | 1  | 46     |
| 4.º  | Old John's           | 13         | 8          | 0          | 5          | 429    | 288    | +141   | 7  | 4  | 43     |
| 5.º  | Los Troncos          | 13         | 8          | 0          | 5          | 420    | 247    | +173   | 8  | 2  | 42     |
| 6.º  | Universidad Católica | 13         | 8          | 1          | 4          | 388    | 256    | +132   | 6  | 2  | 42     |
| 7.º  | Stade Français       | 13         | 8          | 0          | 5          | 360    | 308    | +52    | 7  | 3  | 42     |
| 8.º  | Sporting Rugby Club  | 13         | 7          | 1          | 5          | 306    | 288    | +18    | 6  | 2  | 38     |
| 9.º  | PWCC                 | 13         | 7          | 0          | 6          | 340    | 205    | +135   | 5  | 3  | 36     |
| 10.º | Old Georgians        | 13         | 5          | 0          | 8          | 283    | 360    | -77    | 4  | 3  | 27     |
| 11.º | Viña RC              | 13         | 3          | 0          | 10         | 209    | 430    | -221   | 2  | 3  | 17     |
| 12.º | Alumni SC            | 13         | 2          | 0          | 11         | 236    | 585    | -349   | 1  | 2  | 11     |
| 13.º | Old Reds             | 13         | 2          | 0          | 11         | 222    | 504    | -282   | 3  | 0  | 11     |
| 14.º | Old Locks            | 13         | 0          | 0          | 13         | 138    | 544    | -406   | 0  | 2  | 2      |

|  | Semifinalistas.                           |
|  | Clasificado al repechaje por el descenso. |
|  | Descienden al Súper 8 2018.               |

## Fase Final

### Semifinales
| 14 de octubre de 2017 | Old Boys | 44 - 12 | Old Johns |  |  |

| 14 de octubre de 2017 | COBS | 25 - 13 | Old Macks |  |  |

#### Final
| 21 de octubre de 2017 | Old Boys | 12 - 11 | COBS |  |  |

| Bandera de Chile     |
| Campeón Old Boys     |
| Décimo noveno título |

## Promoción
| 21 de octubre de 2017 | Sporting Rugby Club | 20 - 23 | PWCC |  |  |

- Prince of Wales Country Club se mantiene en la categoría para la próxima temporada.